# Јерменске добровољачке јединице
Јерменске добровољачке јединице (јерменски: Հայ կամավորական ջոկատներ Хаи Kамаворакан Jокатнер) биле су јединице састављене од Јермена у оквиру Царске руске армије током Првог светског рата.
Првенствено су је чинили Јермени из Руске империје, мада је постојао и известан број Јермена из Отоманског царства. Руско-јерменске добровољачке јединице учествовале су у војним активностима на блискоисточном фронту Првог светског рата.
Јединица се састојала од 150.000 војника и водио их је Андраник Озанијан, који је ратовао са Бугарима за време првог балканског рата и тако се истакао као одличан генерал добивши многа одликовања.
У борби против Турака, много Јермена је настрадало у Јерменском геноциду. Према разним изворима у геноциду ће бити убијено између 800.000 и 1.500.000 људи.